# نام دورگه
در نام‌گذاری گیاه‌شناسی، ممکن است به یک دورگه یک نام دورگه (به انگلیسی: Hybrid name) داده شود، که نوعی نام خاص گیاه‌شناسی است، اما هیچ الزامی وجود ندارد که یک نام دورگه برای گیاهانی که باور بر این است که خاستگاه دورگه دارند، ایجاد شود. کد بین‌المللی نام‌گذاری جلبک‌ها، قارچ‌ها و گیاهان (ICNafp) گزینه‌های زیر را در برخورد با هیبرید ارائه می‌کند:
- یک دورگه ممکن است نامی داشته باشد. این معمولاً گزینه انتخابی برای دورگه‌های طبیعی خواهد بود.
- دورگه همچنین ممکن است با فرمولی که والدین را فهرست می‌کند نشان داده شود. چنین فرمولی از علامت ضرب "×" برای پیوند دادن والدین استفاده می‌کند.
  - «معمولاً ترجیح داده می‌شود که نام‌ها یا القاب در یک فرمول به ترتیب حروف الفبا قرار گیرند. جهت صلیب ممکن است با درج نمادهای جنسی (♀: زن؛ ♂: مرد) در فرمول، یا با قرار دادن والد زن در ابتدا مشخص شود. اگر دنباله‌ای غیرالفبایی استفاده می‌شود، اساس آن باید به وضوح مشخص شود." (H.2A.1)
- نام Grex را می‌توان به دورگه‌های ارکیده داد.[۲]